# Çukurca
Çukurca (Çelê en kurde) est une ville et un district de la province de Hakkari dans la région de l'Anatolie orientale en Turquie.